# Chwiedar Iljaszewicz
Chwiedar Iljaszewicz (biał. Хведар Ільяшэвіч, ur. 17 lutego 1910 w Wilnie, zm. 7 listopada 1948 w Watenstedt w Niemczech) – białoruski poeta, dziennikarz i historyk, działacz polityczny.
Po ukończeniu Gimnazjum Białoruskiego w Wilnie studiował historię na Uniwersytecie Stefana Batorego. W 1936 obronił tam pracę magisterską na temat Drukarni Rodziny Mamoniczów w Wilnie. Po studiach podjął pracę w Gimnazjum Białoruskim jako nauczyciel języka białoruskiego. Debiutował w "Studenckiej Dumce" (Студэнцкая думка), "Biełaruskiej Niwie" (Беларуская ніва) i "Krynicy" (Крыніца).
Opublikował tomiki poezji: "Веснапесьні" (1922), "Зорным шляхам" (1932) і "Захварбаваныя вершы" (1936).
Podczas II wojny światowej stał na czele Zjednoczenia Białoruskiego w Białymstoku. Redagował pismo "Новая дарога", w którym pod inicjałami М. Д. publikował artykuły m.in. na temat Michasia Zabejdy-Sumickiego i Franciszka Alachnowicza. W 1943 wykładał na trzytygodniowych kursach pedagogicznych dla białoruskich nauczycieli w Białymstoku. W 1944 planował wydanie w Białymstoku utworów zebranych najwybitniejszych twórców białoruskich w serii Białoruska Biblioteka Ludowa oraz tłumaczeń literatury światowej na język białoruski w serii Biblioteka Przekładu, jednak z powodu postępującego frontu działania te nie zostały podjęte. W czasie wojny był członkiem Sekretariatu Zagranicznego KC Białoruskiej Partii Niepodległościowej.
W 1944 opuścił Prusy Wschodnie i przeniósł się do Berlina, gdzie wydał 7 książek w serii Biblioteka Ludowa (m.in. "Нацыянальныя сьвятыні" i "Вяліскія паўстанцы" Jurki Bićbicza, "Смаленшчына – адвечная беларуская зямля" Uładzimiera Hłybinnego, "Прыгоды Панаса і Тараса" Wacława Łastouskiego, "Адам і Ева" i "Чабор" Lawona Radzimicza).
Pracował w gazecie "Шляхам жыцьця" (1946–1948), redagował biuletyn "Апошнія весткі". Zginął w wypadku samochodowym w Watenstedt.
W 2000 wydano w Mołodecznie wybrane utwory Iliaszewicza.